# James 4½ HP-modellen
De James 4½ HP-modellen vormen een serie motorfietsen die het Britse merk James produceerde van 1914 tot 1924. 

## Voorgeschiedenis
Nadat James van 1909 tot 1911 de bijzondere Safety-modellen met naafbesturing en enkelzijdige wielophanging had gebouwd, was men in 1911 ook meer conventionele motorfietsen gaan leveren: de James 3½ HP-modellen. Daaronder was het Sidecarmodel, dat als complete zijspancombinatie werd geleverd, volledige kettingaandrijving had, maar slechts twee versnellingen. Het Model 6 3½ HP was niet bedoeld als zijspantrekker, maar had drie versnellingen. Beide modellen werden tot 1913 geleverd.

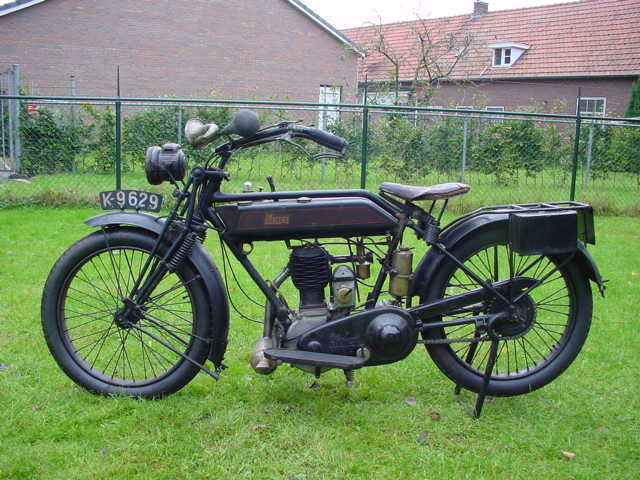
James Model 6 4½ HP uit 1915

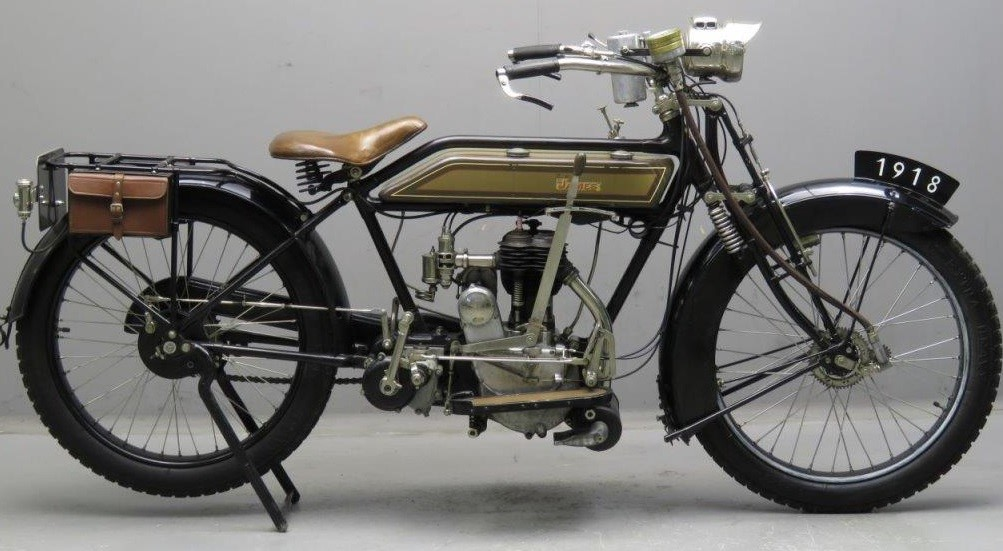
James Model 6 4½ HP uit 1918, nog met carbidlamp, maar elektrische verlichting was al leverbaar.

### 4½ HP-aanduiding
De aanduiding "4½ HP" had betrekking op het fiscaal vermogen (Tax horsepower), waarbij belasting moest worden betaald op basis van de boring en het aantal cilinders. Dat verklaart ook waardoor zowel de eerste modellen uit 1914 dezelfde vermogensaanduiding hadden als de machines uit de jaren twintig en ook de grote voorliefde voor motorfietsen met een lange slag, die immers in de berekening niet was meegenomen. 

## 4½ HP-modellen
Toen de 4½ HP-modellen-modellen in 1914 verschenen, waren ze erg modern, met volledige (primaire- en secundaire) kettingaandrijving, voor- en achterwielstandaard, een kickstarter en een trommelrem in het achterwiel. De slag van de motor was ten opzichte van de 3½ HP-modellen 7 mm langer geworden, van 96 naar 103 mm, waardoor de cilinderinhoud van 558- op 598,3 cc kwam. De flattank bevatte 7 liter benzine, maar in een afgescheiden compartiment ook ruim een liter smeerolie voor de total loss smering. 

## 1914: Model 5 4½ HP en Model 6 4½ HP
Het model 5 werd geleverd met twee versnellingen, een velgrem in het voorwiel en een trommelrem achter. De ontsteking verliep via een Bosch hoogspanningsmagneet en de klanten konden kiezen tussen een Brown & Barlow of een Amac-carburateur. Het panzadel kwam van Lycett en de machine had treeplanken. In de achterwielnaaf zat een geveerde transmissiedemper. Er was een bagagedrager met aan weerszijden een lederen gereedschapstasje. Het Model 6 was identiek, maar had een drieversnellingsbak. Het Model 5 verdween na 1915 weer van de markt, aanvankelijk noodgedwongen, want in 1916 werd de gehele civiele productie stilgelegd om materialen voor de oorlogsproductie te sparen. James leverde weliswaar motorfietsen aan de Britse, Belgische, Franse en Russische troepen, maar "burger"-modellen werden niet meer verkocht. In 1917 kwam het Model 6 weer op de markt, maar het Model 5 niet meer. 
Model 6 kreeg in 1917 een grotere (8 liter) tank en naast huisleveranciers Brown & Barlow en Amac kon de klant nu ook een Senspray-carburateur kiezen. Tot dit moment leverde James als accessoire ook carbidverlichting, maar vanaf 1917 voor zijspancombinaties ook een elektrische set, bestaande uit een Lucas dymano, lampen en claxon. Bovendien leverde men voor de zijspanrijders beenkappen als bescherming tegen de rijwind. Vanaf 1920 werd alleen nog de Amac-carburateur geleverd. Vanaf 1921 leverde James het Model 6 ook weer als complete zijspancombinatie met een "Modele de Luxe Sidecar", waarschijnlijk van Mead & Deakin die eveneens in Birmingham gevestigd waren. Voor de solomotor moest 135 pond betaald worden, voor de zijspancombinatie 170 pond. 
In 1922 werd de tank opnieuw groter: 9 liter. De machine bleef solo of als zijspancombinatie leverbaar, maar in 1923 verdween het model één jaar van de markt. Zijspanenthousiasten konden toen nog wel het 750cc-Model 10 V-twin kopen. 

## 1924: Model 16 4½ HP
In 1924 kwam het vernieuwde Model 16 terug, nu met bandremmen in het voor- en achterwiel en voor solo- en zijspangebruik een aangepaste gearing. De prijs was echter veel lager geworden: 65 pond voor de solo en 85 pond voor de combinatie met het eenvoudigere "Standard"-zijspan. Hierna verdwenen de 4½ HP-modellen. Hun rol werd tot 1928 overgenomen door het Model 10, dat daarna ook niet meer geproduceerd werd. 